# Oppidum de Marduel

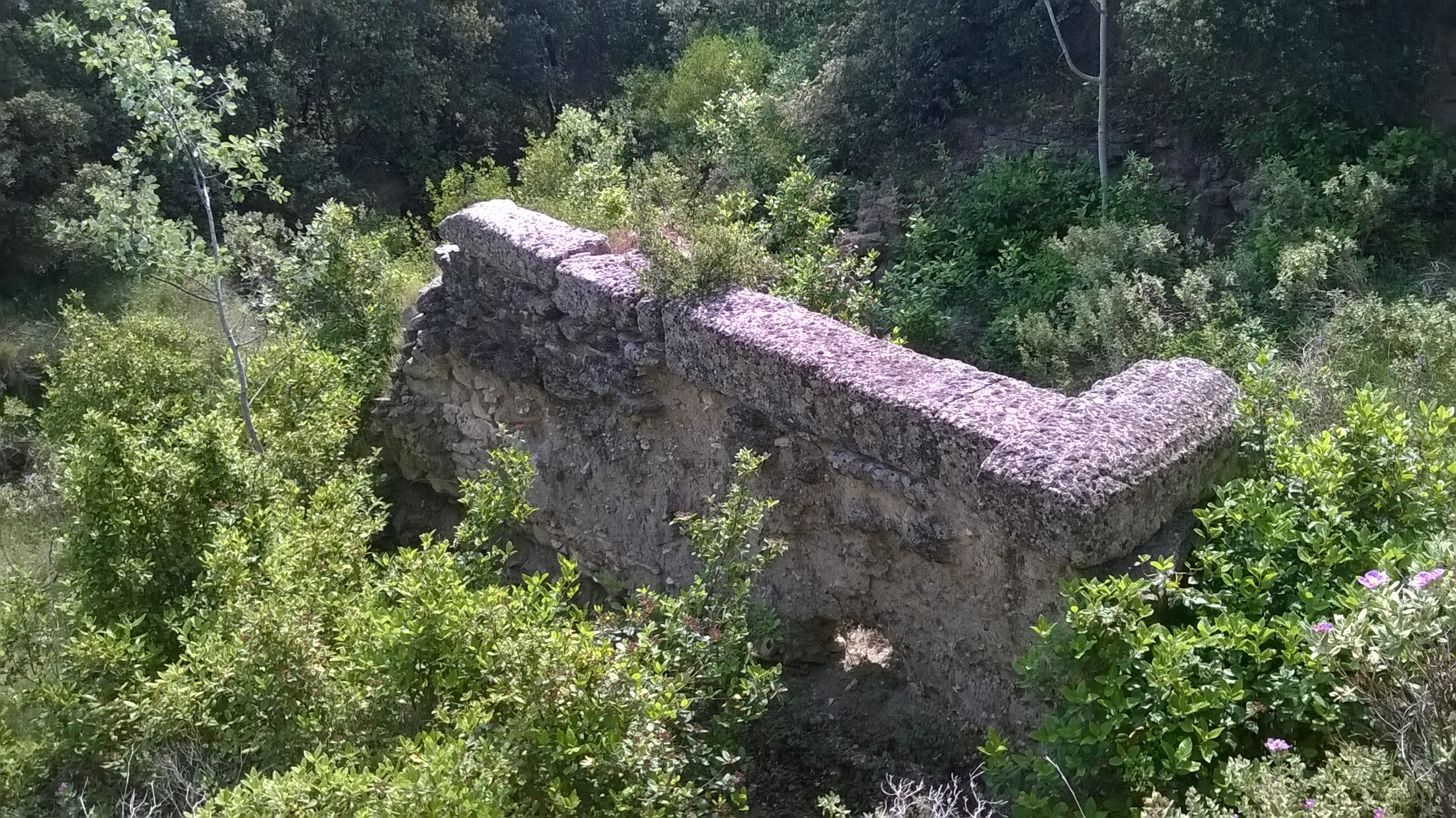
Ruine du chantier central au milieu de la garrigue

L'oppidum de Marduel est un gisement archéologique situé sur le territoire de la commune de Saint-Bonnet-du-Gard. 
L'occupation du site aurait débuté à la fin de l'âge du bronze et duré près de sept siècles. Connu depuis le début du XXe siècle, ce n'est que dans les années 1980 que les fouilles les plus poussées ont été entreprises sous la direction de Michel Py (CNRS). La fortification principale englobe plus de 7 hectares. Elle est aujourd'hui largement dissimulée par la végétation mais le promeneur averti en décèlera les traces. Des fosses livrant des témoins d'une petite métallurgie ont été signalées, pour les IVe – Ier siècles sur l'oppidum du Marduel.

## Emplacement[1]
L'oppidum du Marduel est situé à la jonction des communes de Remoulins, de Sernhac et de Saint-Bonnet-du-Gard, la plus grande partie du site relevant de cette dernière. Le gisement comprend un habitat perché, situé sur la colline du Marduel, et une zone basse sur la rive droite du Gardon, au lieu-dit Lafoux. Le site de hauteur est cantonné sur la face orientale, en forte pente, d'une butte calcaire qui s'étend de Saint-Bonnet-du-Gard au Gardon. Des traces d'occupation ont été repérées sur l'ensemble de ce versant, des premières terrasses qui dominent la rivière jusqu'à la crête, qui culmine à 151 m d'altitude. La zone sommitale est très érodée et l'essentiel des strates archéologiques conservées se situe à mi-pente, entre 50 et 75 m d'altitude. La zone suburbaine occupe quant à elle les berges du Gardon au pied de la colline. Des traces d'habitat antique s'y rencontrent jusqu'au ruisseau de Lafoux au nord, et bien au-delà de la voie de chemin de fer Remoulins-Nîmes au sud. Cet habitat était probablement lié à un gué, aujourd'hui noyé mais encore utilisé il y a peu, et sans doute, dans ses phases récentes, à un port fluvial établi immédiatement en aval, dont un quai en grand appareil, d'époque romaine, a été découvert.

## Historique de l'habitat[2]
Les plus anciennes traces de fréquentation de la colline datent de l'âge du Bronze final II (XIe siècle av. J.-C.) mais ces premiers habitants n'ont laissé que peu de vestiges. Une occupation plus dense se place ensuite à l'âge du Bronze final IIIb (IXe siècle av. J.-C.). À cette époque, des cabanes en matériaux légers, faites de torchis sur clayonnage et poteaux porteurs, se répartissent sur la face orientale de l'oppidum, occupant des petites terrasses naturelles. Des habitations étaient aussi implantées sur les berges du Gardon.  
Plus sporadiques sont les témoins d'occupation du début du Ier âge du Fer (fin du VIIe et première moitié du VIe siècle av. J.-C.). Les habitations sont du même type que celles du Bronze final. Une seule construction en pierre appartient à cette époque : il s'agit d'un épais mur de terrasse qui a pu jouer également le rôle de fortification élémentaire. 
Les premières années du Ve siècle sont marquées par une intense activité : c'est à cette époque que se met en place, derrière le rempart, un système complexe de murs de soutènement faits de gros blocs entassés, retenant de puissants remblais de terre et de pierres. Sur les terrasses ainsi créées, plusieurs habitations en pierre, à pièce unique, sont construites. L'une d'entre elles possédait une petite cave en sous-sol. Peu après le milieu du Ve siècle, le quartier situé contre la fortification est partiellement incendié. Sur les ruines de cet incendie, plusieurs nouvelles maisons, en général à une pièce, sont construites avec des murs faits d'un solin de pierres et d'une élévation d'adobes : les grandes lignes du plan ainsi mis en place seront conservées, dans ce secteur, jusqu'à l'abandon du site de hauteur dans les premières années de notre ère. 
De nombreuses modifications interviennent dans l'architecture tout au long de cette période. Vers le milieu du IIe siècle, le rempart archaïque est renforcé par l'ajout d'un deuxième mur à l'extérieur, doublant le premier en largeur et en hauteur. Enfin, dans les dernières décennies précédant notre ère, on construit à l'emplacement d'anciennes habitations un vaste podium, sans doute pour un monument public, limité par un mur couronné de blocs de grand appareil. 
L'ensemble du site de hauteur est abandonné vers -10 av. J.-C. au profit de la zone basse (quartier de Lafoux), où l'occupation connaît alors une sensible extension au bord de la rivière, avec l'installation de quartiers artisanaux, notamment pour la poterie. Différentes découvertes témoignent de l'existence d'une nécropole de l’époque républicaine au sud de ces quartiers bas, dont un fût de colonne ayant servi de stèle funéraire à un nommé Vritsurigos et une tombe accompagnée d’une stèle au nom d’Atila sur la commune de Sernhac. La colline sera néanmoins réoccupée ponctuellement au Ve siècle de notre ère, comme en témoignent des silos recoupant les niveaux préromains. 

## Les piliers du Marduel[1]

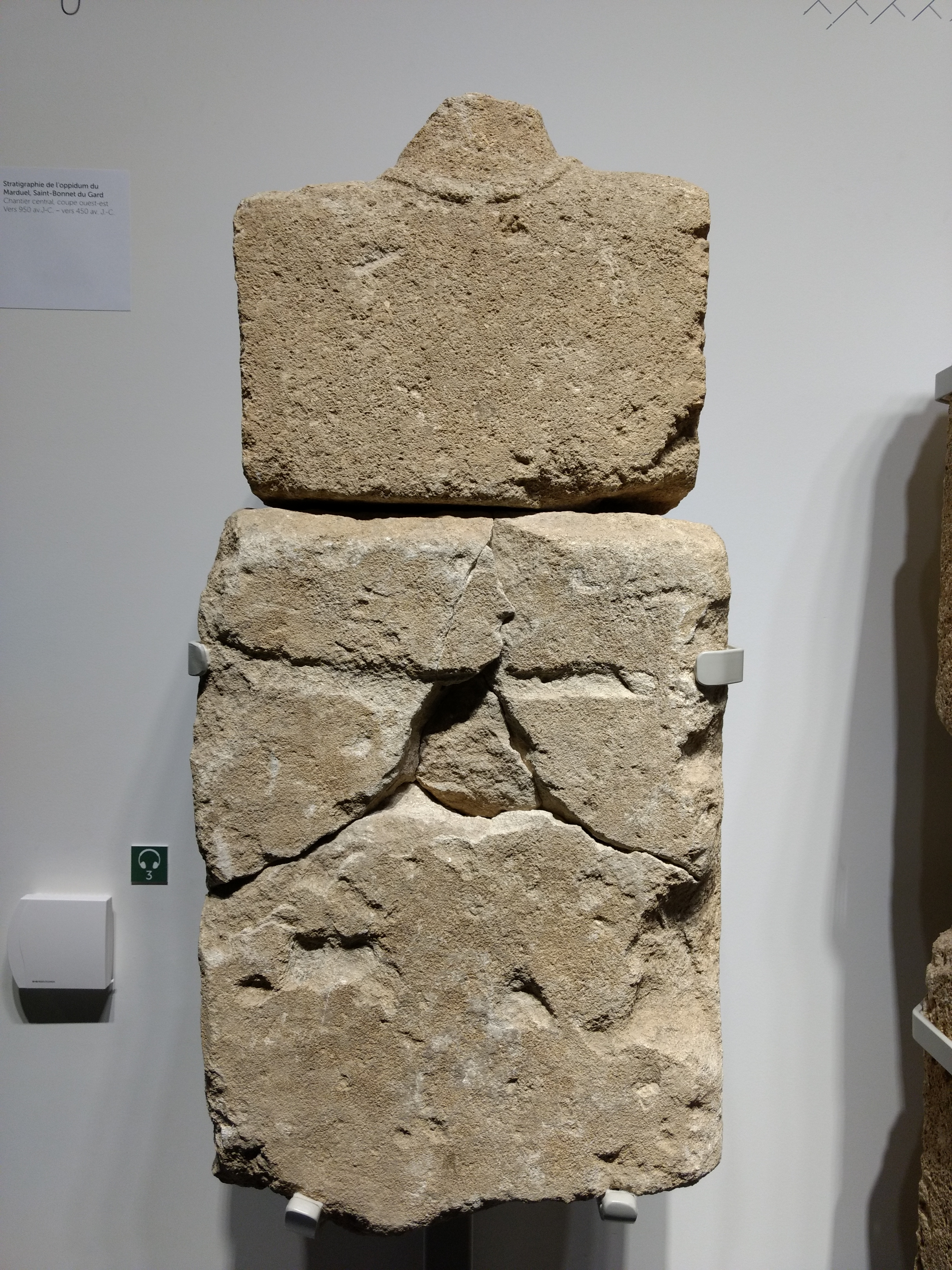
Buste bicéphale du Marduel

Immédiatement après la construction de la fortification archaïque de l'oppidum, à la fin du VIe siècle av. J.-C., des maisons ont été construites contre son parement intérieur. L'une de celles-ci, munie d'une vaste cour, était bâtie avec des murs en pierre. La base de ces murs reposait sur des grands blocs de calcaire taillés, récupérés sur un monument antérieur. Le démontage des murs a permis de restituer plusieurs stèles à sommet arrondi et les éléments d'au moins cinq piliers de section quadrangulaire à angles chanfreinés dont certains comportent des mortaises à leur sommet. 

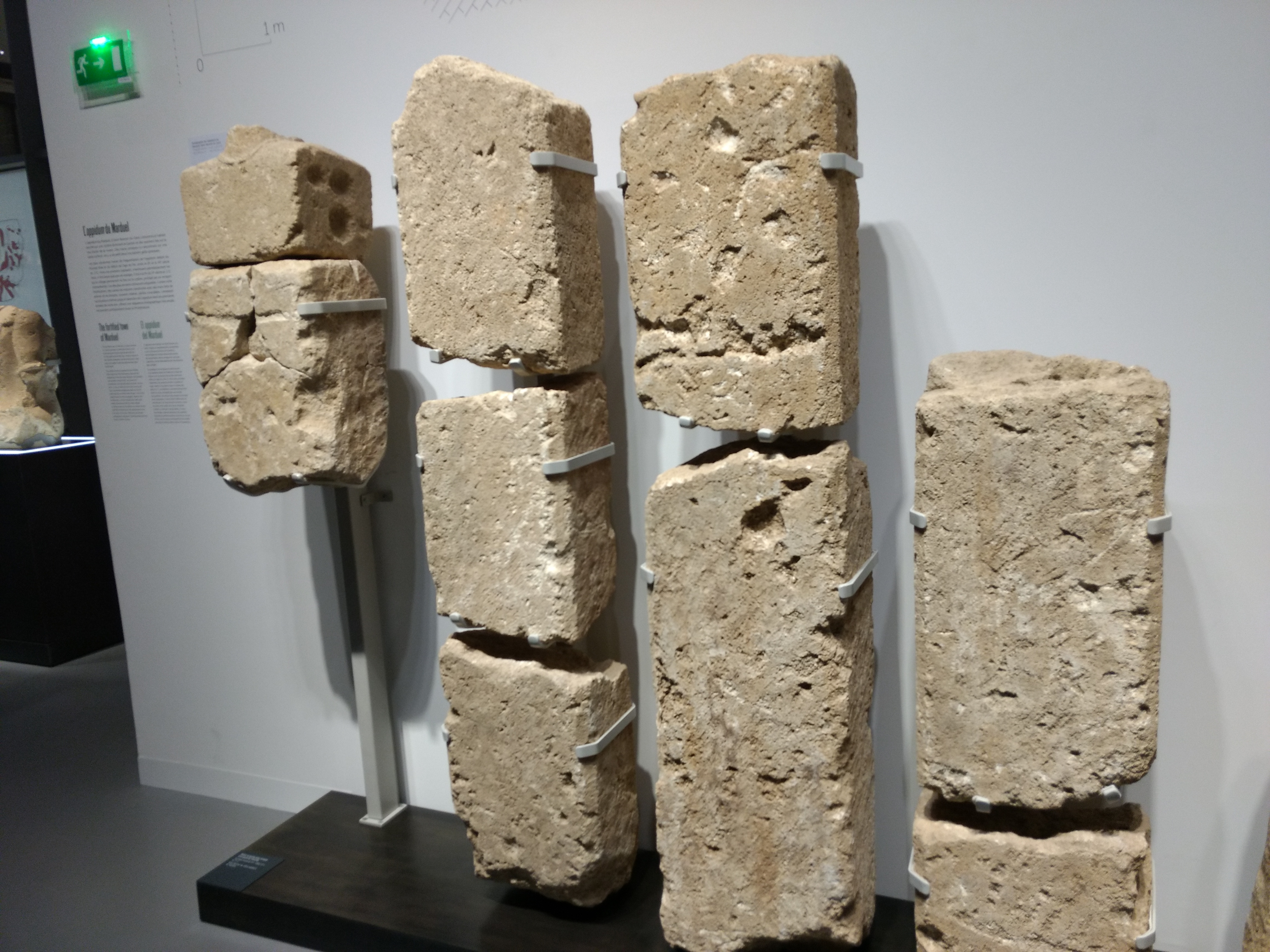
Piliers du Marduel

La découverte d'un fragment de buste bicéphale dont le cou est orné d'un torque, monté sur dé muni à la base d'une mortaise a montré que les piliers, hauts de deux mètres ou plus étaient destinés à soutenir de tels bustes, semblables à ceux de Sainte-Anastasie. Stèles et piliers faisaient sans doute partie d'un ensemble monumental du type de celui découvert au Touriès en Aveyron.
Ce monument, sans doute dédié aux héros de la tribu, a été érigé au cours du VIIe siècle ou au début du VIe siècle av. J.-C. et en tout cas détruit avant la fin du VIe siècle pour servir de matériau de construction.

## Les fortifications[2]
L’enceinte du Marduel est d'une grande précocité dans le Languedoc oriental, en arrière-pays, à environ 50 km de la mer, mais aussi particulièrement monumentale. 

La colline où se situe l’oppidum est isolée et donc très visible. La muraille barrait la colline à mi-hauteur. Si l’enceinte proprement dite était probablement peu visible pour un observateur venant de l’ouest par la dépression de Saint-Bonnet, la tour sommitale (si l’on admet son existence) était en position remarquable en haut de l’escarpement, et représentait ainsi un signal très fort de l’existence et de la puissance de la communauté.

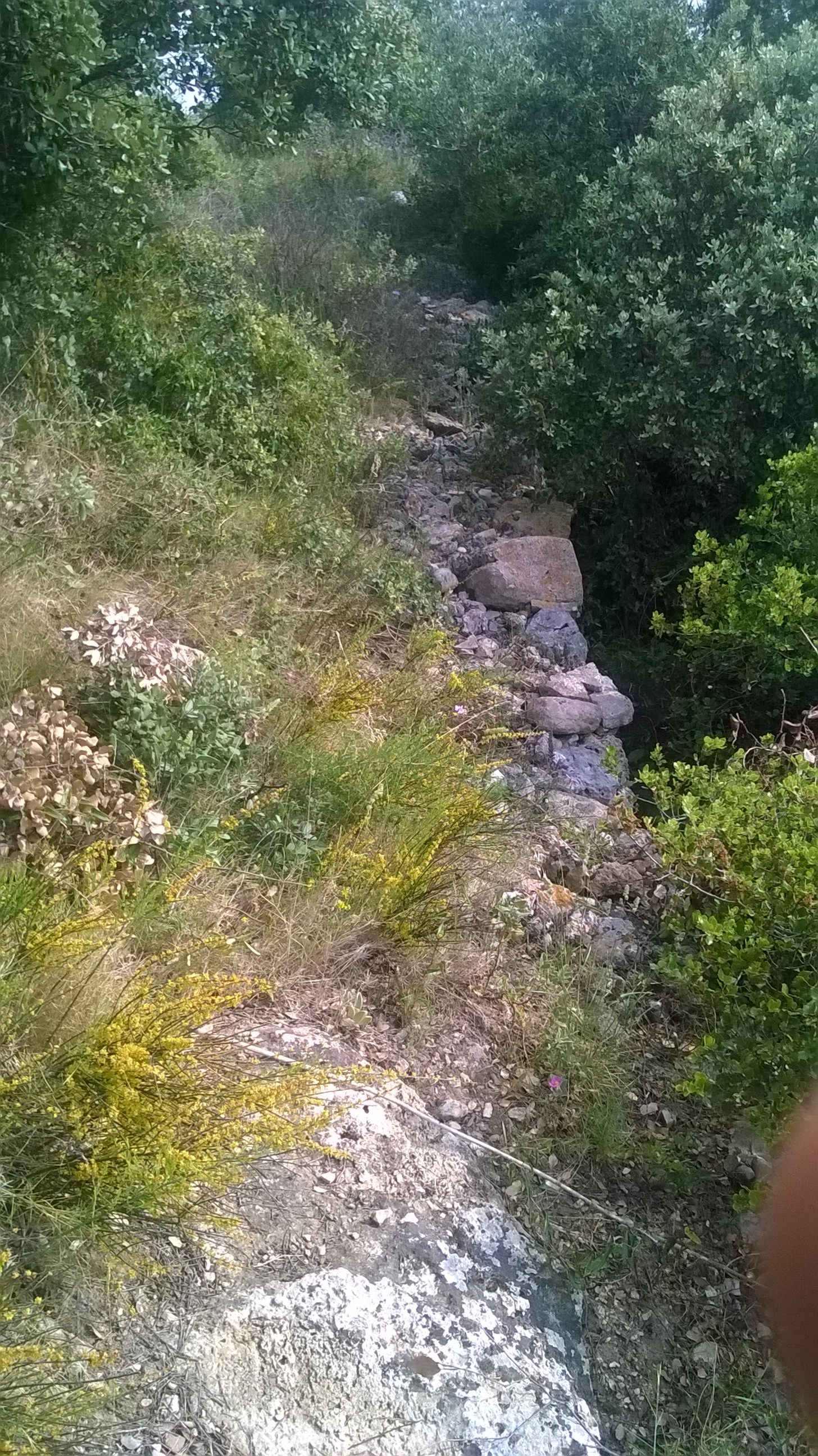
Mur de l'oppidum

Ce caractère ostentatoire de l’enceinte ne s’oppose aucunement à ses qualités militaires. En effet, la colline, séparée de la plaine par de nettes ruptures de pente de tous les côtés, offre des conditions particulièrement favorables à la défense ; par ailleurs, elle surplombe directement les voies d’accès au gué.
De ce point de vue, le Marduel se distingue nettement d’oppida comme Nages ou Nîmes, bâtis sur des plateaux faiblement inclinés, mal séparés de la plaine voisine. En revanche, dépourvue de point d’eau à l’intérieur des murs, et apparemment de citerne, la place était inadaptée à un siège de longue durée.